# 加賀美ハヤト
加賀美 ハヤト（かがみ はやと）は、ANYCOLOR株式会社が開発・運営するバーチャルライバーグループ・にじさんじに所属する日本のバーチャルYouTuber、バーチャルライバー。キャラクターデザインは「冬臣」。主な活動場所はYouTube。

## 来歴
2019年
- 7月3日、にじさんじ公式バーチャルライバーとして、葉加瀬冬雪、夜見れなと共にTwitterにて活動開始
- 7月6日、Youtubeにて初配信、配信終盤にオリジナル曲『WITHIN』のショートバージョンを発表
- 7月9日、オリジナル曲『WITHIN』の動画を公開
- 7月31日、YouTubeチャンネル登録者数5万人達成
- 10月6日、YouTubeチャンネル登録者数10万人達成、5万人記念衣装実装

2020年
- 1月1日、新キービジュアル発表
- 1月24日、にじさんじ2.0にアップデート
- 2月13日、にじさんじ JAPAN TOUR 2020 Shout in the Rainbow!福岡公演にて3Dモデル初公開
- 2月21日、YouTubeチャンネル登録者数15万人達成
- 5月9日、YouTubeチャンネル登録者数20万人達成、同日にオリジナル曲『WITHIN』のフルバージョンミュージックビデオを公開
- 8月10日、自身の配信で3Dモデルお披露目、同接人数は13万人を記録した
- 12月10日、YouTubeチャンネル登録者数30万人達成

2021年
- 3月17日、YouTubeチャンネル登録者数35万人達成
- 7月23日、YouTubeチャンネル登録者数40万人達成
- 9月17日、にじさんじ3.0にアップデート
- 10月21日、剣持刀也、不破湊、甲斐田晴と共にROF-MAOを結成
- 12月2日、30歳を迎える
- 12月5日、YouTubeチャンネル登録者数45万人達成

2022年
- 4月18日　YouTubeチャンネル登録者50万人達成
- 12月1日 YouTubeチャンネル登録者60万人達成
- 12月3日 自身の誕生日を記念し、新曲『22』をリリース

## 人物
- 面白いことやかっこいいものが大好きな少年の心と、コンプラを守った視野の広いトークを繰り広げる大人の姿を併せ持つ。
- 自身を娯楽コンテンツと称し、リスナーを楽しくさせることを基本行動理念としている生粋のエンターテイナー。
- 名前の「ハヤト」はライバー活動用の芸名であり、本名は「隼人」(読みは同様)[9]

配信について
- 配信時間は主に22時～深夜で、配信告知は配信の1～4時間前にTwitterにて行われることが多い。
- ゲーム配信が中心。雑談、歌配信、玩具レビュー、プラモ組み立て、TCG開封配信なども行なっている。
- 音楽・玩具に対する造詣が深く、配信内で度々コアな話をする姿が見られる。

## モデル・衣装
Live2D用モデル、3Dモデル、キービジュアルの3種類が存在する。

### Live2D用モデル
- チャンネル登録者5万人記念衣装をサプライズ公開（2019年10月6日）[10]
- にじさんじ2.0へアップデート（2020年1月24日）[11]
- SMC組イラコンお揃い衣装公開（2020年7月6日）[12]
- 新衣装「type:F」公開（2021年5月22日）[13]
- にじさんじ3.0へアップデート（2021年9月17日）[14]……可動域の他に【表情:ドヤ顔、ドン引き顔、照れ顔、不機嫌顔】実装
- 新衣装「和装」公開(2022年3月30日)[15]
- ROF-MAO新衣装「ROF-MAOキービジュアル」ROF-MAOチャンネルにて公開(2022年6月9日)(自身の雑談枠にて詳細公開/2022年6月15日)
- 新衣装「冬服」公開(2023年3月26日)
- 新衣装(新兵器)「ダイカガミ」公開(2023年7月31日)

Live2D用衣装詳細
通常衣装
- スーツ姿

チャンネル登録者5万人記念衣装
- プライベート風【髪型:前髪横分け 服:ワイシャツ(ネクタイ有り2種/無し)、半袖Tシャツ(無地/文字2種) オプション:メガネ、イヤモニ、カード持ち差分】

SMC組イラコンお揃い衣装
- 天使風【髪型:ロングテール(エクステ) 服:天使衣装(ジャケット着脱可により神父風差分有り、ストラ着脱可) オプション:天使の輪(ドローン)】

type:F(にじさんじJAPAN TOUR 2020 「Shout in the Rainbow!」福岡公演のキービジュアル衣装)
- 軍服系【髪型:前髪かき上げ 服:軍服(コート、ジャケット着脱可によりフォーマルなスーツ、サスペンダー差分有り) オプション:軍帽、革手袋】

和装
- 和服【髪型:前髪かき上げ(髪撫で付け) 服:着物(羽織肩掛け差分有り)オプション:丸メガネ

### 3Dモデル
- 3Dモデルをライブ(にじさんじ JAPAN TOUR 2020 Shout in the Rainbow！福岡公演)にて初公開(2020年2月13日)
- 3Dモデルをお披露目配信にて正式公開（2020年8月10日)[16]
- にじ3Dを公開（2020年11月16日）[17]
- ROF-MAOキービジュアル衣装の3Dモデルをライブにて公開(2022年7月27日)
- にじさんじ共通3D衣装をライブ(にじフェス2022ナイトステージDAY1)にて公開(2022年10月1日)

### キービジュアル
- キービジュアルを公開(2020年1月1日)[18]

## 出演

### テレビ
- musicるTV - #439（2020年10月6日、11月2日[19]、テレビ朝日）
- 超人女子戦士 ガリベンガーV -  第102話 特別企画！｢ミニ四駆を遊びつくせ！｣[20]（2021年11月7日、テレビ朝日）
- プロジェクトV - #7[21]（2022年1月27日、日本テレビ） - ROF-MAOメンバーとして出演

### ラジオ
- にじさんじpresents だいたいにじさんじのらじお  - #16（パーソナリティ：夢追翔）（2020/01/19、文化放送 超！A&G＋）

### インターネット番組
- ニコニコゲーム公式企画 春のVTuberゲームまつり（共演：花畑チャイカ、社築、イブラヒム）（2021年3月27日、niconico）

### にじさんじ公式番組
- にじさんじのハッピーアワー!! - 第2回【共演：花畑チャイカ、社築】(2019年10月15日)
- にじさんじ みっくすあっぷ Season2 - #8【共演：剣持刀也、エクス・アルビオ】（2019年12月12日 ）
- にじさんじのハッピーアワー!! - 第10回【共演：葉加瀬冬雪、夜見れな】（2020年2月4日）
- 【QuizKnock協力】にじさんじクイズ王決定戦 #にじクイズ王【にじさんじ】 -  SMC組（葉加瀬冬雪、夜見れな、加賀美ハヤト）のメンバーとして出演（2020年3月7日）
- もっとミラクル！にじさんじ - #1（共演：倉本美津留）（2020年7月3日）
- ヤシロ＆ササキのレバガチャダイパン - 第9回、第10回【共演：エクス・アルビオ】（2020年8月14日・21日）
- にじクイ -  2月号【共演： 神田笑一、 エリー・コニファー、 西園チグサ】（2021年2月6日）
- にじさんじのB級バラエティ(仮) - #5、#6【共演：ニュイ・ソシエール】（2021年2月23日、3月9日）
- たすけて！＃ガッキュー裁判 - メインMC（2021年3月26日 - ）
- にじヌ→ン - 木曜レギュラー【共演：リゼ・ヘルエスタ、桜凛月、レオス・ヴィンセント】(2021年8月20日、27日)
- 木10!ろふまお塾 （2021年10月21日 - ）- レギュラー出演
- にじさんじのTOYBOX！- #2 【共演：モイラ、シスター・クレア】(2022年5月31日)
- 【生放送】小学校で習ったこと、オトナなら全部覚えてるよね？【にじクイ #19】（2022年3月2日）
- ゲームる？ゲームる！- #37 【共演：夜見れな、天宮こころ、魔使マオ】(2023年2月15日)

### リアルイベント
2020年
- にじさんじJAPAN TOUR 2020『Shout in the Rainbow』福岡公演（2020年2月13日、Zepp Fukuoka）
- 京まふトーク＆ライブ『京と秋のにじさんじ』Day2「きょうはすめし」（2020年9月19日）

2021年
- オンラインライブ『Virtual Japan Circuit』名古屋公演（主催：メ～テレ）（2021年4月24日）
- AR生バンドライブ『にじさんじ AR STAGE “LIGHT UP TONES”』Day1（2021年7月31日）
- 静凛ソロイベント 『Rin Shizuka Solo Event "Recollection"』ライブパートゲスト（2021年9月11日）
- 「NIJIROCK NEXT BEAT」（2021年10月30日、ぴあアリーナMM）

2022
- Kuzuha & Kanae & ROF-MAO Three-Man LIVE「Aim Higher」（2022年7月27日、ぴあアリーナMM）
- にじさんじ 4th Anniversary LIVE 「FANTASIA」振替公演 Day2 (2022年10月1日、幕張メッセ4ホール)

2023
- オンラインVRライブ『PICO LIVE VEYOND with にじさんじ』DAY1（2023年3月18日）

## 作品

### 音楽
| 発売日         | 楽曲                                             | 商品名／収録CD                          | 歌 | 備考 |
| -------------- | ------------------------------------------------ | --------------------------------------- | --- | --- |
| 2020年 3月18日 | Playtime Magic                                   | SMASH The PAINT!!                       | le jouet （加賀美ハヤト、 夢追翔、緑仙） | |
| 5月9日         | P.F.M.                                           | （デジタルシングル）                    | | |
| 2021年 2月25日 | 虹色のPuddle                                     | （デジタルシングル）                    | 三枝明那、フレン・E・ルスタリオ、加賀美ハヤト、樋口楓、葛葉、夜見れな、鷹宮リオン、緑仙、笹木咲、星川サラ、シェリン・バーガンディ、剣持刀也 | 「PALETTEプロジェクト」の2曲目 |
| 11月3日        | Viking                                           | （デジタルシングル）                    | le jouet | MVは前日2日に公開 |
| 11月19日       | New street, New world                            | （デジタルシングル）                    | ROF-MAO （加賀美ハヤト、剣持刀也、不破湊、甲斐田晴）                                                                                        | にじさんじ公式番組「木10!ろふまお塾 」season 1のED曲 ROF-MAO1st Mini Album『Crack Up!!!!』収録楽曲先行配信                                                                                                   |
| 12月3日        | WITHIN                                           | （デジタルシングル）                    | 加賀美ハヤト | MV公開は2019年7月10日 （フルバージョンは2020年5月9日） |
| 12月3日        | PIERCE                                           | （デジタルシングル）                    | 加賀美ハヤト | MV公開は2021年6月29日 |
| 12月3日        | トレモロムーン                                   | （デジタルシングル）                    | 加賀美ハヤト | MV公開は2021年6月11日 |
| 2022年 1月28日 | 前進宣言                                         | （デジタルシングル）                    | ROF-MAO | ROF-MAO 1st Mini Album『Crack Up!!!!』収録楽曲先行配信 |
| 2月2日         | Black Market Blues (原曲：9mm Parabellum Bullet) | （デジタルアルバム）                    | 加賀美ハヤト、ジョー・力一 | 2021年7月30-31日に行われた『にじさんじ AR STAGE "LIGHT UP TONES"』のライブ音源 |
| 2月2日         | みかんのうた (原曲：SEX MACHINEGUNS)             | （デジタルアルバム）                    | 加賀美ハヤト、花畑チャイカ、ジョー・力一、夢追翔                                                                                            | 2021年7月30-31日に行われた『にじさんじ AR STAGE "LIGHT UP TONES"』のライブ音源 |
| 2月2日         | Wonder NeverLand (原曲：にじさんじ)              | （デジタルアルバム）                    | 加賀美ハヤト、樋口楓、緑仙、花畑チャイカ、町田ちま、ジョー・力一、夢追翔、レヴィ・エリファ                                                  | 2021年7月30-31日に行われた『にじさんじ AR STAGE "LIGHT UP TONES"』のライブ音源 |
| 4月1日         | I wanna! You wanna!                              | （デジタルシングル）                    | ROF-MAO | ROF-MAO1st Mini Album『Crack Up!!!!』収録楽曲先行配信 |
| 4月13日        | New street, New world                            | ROF-MAO 1st Mini Album 『Crack Up!!!!』 | ROF-MAO | 先行配信楽曲有り。 「知っている手紙」MVは6月23日に公開 |
| 4月13日        | I wanna! You wanna!                              | ROF-MAO 1st Mini Album 『Crack Up!!!!』 | ROF-MAO | 先行配信楽曲有り。 「知っている手紙」MVは6月23日に公開 |
| 4月13日        | 前進宣言                                         | ROF-MAO 1st Mini Album 『Crack Up!!!!』 | ROF-MAO | 先行配信楽曲有り。 「知っている手紙」MVは6月23日に公開 |
| 4月13日        | Let’s Get The Party Started!                     | ROF-MAO 1st Mini Album 『Crack Up!!!!』 | ROF-MAO | 先行配信楽曲有り。 「知っている手紙」MVは6月23日に公開 |
| 4月13日        | ラックハック                                     | ROF-MAO 1st Mini Album 『Crack Up!!!!』 | ROF-MAO | 先行配信楽曲有り。 「知っている手紙」MVは6月23日に公開 |
| 4月13日        | 知っている手紙                                   | ROF-MAO 1st Mini Album 『Crack Up!!!!』 | ROF-MAO | 先行配信楽曲有り。 「知っている手紙」MVは6月23日に公開 |
| 4月13日        | むじんとうのうた (通常盤のみ)                    | ROF-MAO 1st Mini Album 『Crack Up!!!!』 | ROF-MAO | 先行配信楽曲有り。 「知っている手紙」MVは6月23日に公開 |
| 4月28日        | クロウ                                           | （デジタルシングル）                    | 加賀美ハヤト、葛葉 | MV公開は3月31日 |
| 7月1日         | Follow Your Heart                                | （デジタルシングル）                    | 加賀美ハヤト＆甲斐田晴 from ROF-MAO | ドラマ「先輩、断じて恋では！」OP主題歌。8月11日にMV公開 |
| 10月19日       | LET IT BURN                                      | ChroNoiR 1stフルアルバム 『UP 2 YOU』   | ChroNoiR feat.加賀美ハヤト | ChroNoiR 1stフルアルバムに収録。 MV公開（2020年10月30日）から約2年越しに音源化した。発売当初はデジタル配信はなかったが、12月にデジタル配信解禁                                                               |
| 10月21日       | 一撃                                             | （デジタルシングル）                    | ROF-MAO | にじさんじフェス2022 出張！ろふまお塾ステージステージにて初披露。 ROF-MAO結成1周年記念日にライブ映像が公開＆デジタル配信された。                                                                             |
| 12月3日        | 22                                               | （デジタルシングル）                    | 加賀美ハヤト | 全編英語で加賀美が作詞した、本人曰く趣味全開のオリジナル曲。 2022年12月2日、誕生日カウントダウン配信にて告知され、翌3日0時にデジタルリリース開始。 翌年2月18日にリリックビデオが公開された                   |
| 12月26日       | Thank you for the encounter                      | （デジタルシングル）                    | SMC組 （加賀美ハヤト、葉加瀬冬雪、夜見れな）                                                                                                | SMC組3周年記念ライブで告知され、3Dクリスマス配信にて当日MV公開・翌0時にデジタルリリースすることが発表されたSMC組初となるオリジナル曲。                                                                       |
| 2023年 4月21日 | ウィーアーポップスター                           | （デジタルシングル）                    | ROF-MAO （加賀美ハヤト、剣持刀也、不破湊、甲斐田晴）                                                                                        | にじさんじ公式番組「木10ろふまお塾」season4のED曲 |
| 10月18日       | フルカウント                                     | ROF-MAO 1st full Album 『Overflow』     | ROF-MAO （加賀美ハヤト、剣持刀也、不破湊、甲斐田晴）                                                                                        | 2023年7月13日ROF-MAO公式SNSにて発表された。 先行配信楽曲有り。 「フルカウント」MVは10月12日に公開。 「Challengers」MVは8月17日に公開。 「フルカウント」はにじさんじ公式番組「木10ろふまお塾」season5のED曲。 |
| 10月18日       | Do or Die                                        | ROF-MAO 1st full Album 『Overflow』     | ROF-MAO （加賀美ハヤト、剣持刀也、不破湊、甲斐田晴）                                                                                        | 2023年7月13日ROF-MAO公式SNSにて発表された。 先行配信楽曲有り。 「フルカウント」MVは10月12日に公開。 「Challengers」MVは8月17日に公開。 「フルカウント」はにじさんじ公式番組「木10ろふまお塾」season5のED曲。 |
| 10月18日       | 一撃                                             | ROF-MAO 1st full Album 『Overflow』     | ROF-MAO （加賀美ハヤト、剣持刀也、不破湊、甲斐田晴）                                                                                        | 2023年7月13日ROF-MAO公式SNSにて発表された。 先行配信楽曲有り。 「フルカウント」MVは10月12日に公開。 「Challengers」MVは8月17日に公開。 「フルカウント」はにじさんじ公式番組「木10ろふまお塾」season5のED曲。 |
| 10月18日       | Life is Onceで喉                                 | ROF-MAO 1st full Album 『Overflow』     | ROF-MAO （加賀美ハヤト、剣持刀也、不破湊、甲斐田晴）                                                                                        | 2023年7月13日ROF-MAO公式SNSにて発表された。 先行配信楽曲有り。 「フルカウント」MVは10月12日に公開。 「Challengers」MVは8月17日に公開。 「フルカウント」はにじさんじ公式番組「木10ろふまお塾」season5のED曲。 |
| 10月18日       | HANABI                                           | ROF-MAO 1st full Album 『Overflow』     | ROF-MAO （加賀美ハヤト、剣持刀也、不破湊、甲斐田晴）                                                                                        | 2023年7月13日ROF-MAO公式SNSにて発表された。 先行配信楽曲有り。 「フルカウント」MVは10月12日に公開。 「Challengers」MVは8月17日に公開。 「フルカウント」はにじさんじ公式番組「木10ろふまお塾」season5のED曲。 |
| 10月18日       | 感情BONDING                                      | ROF-MAO 1st full Album 『Overflow』     | ROF-MAO （加賀美ハヤト、剣持刀也、不破湊、甲斐田晴）                                                                                        | 2023年7月13日ROF-MAO公式SNSにて発表された。 先行配信楽曲有り。 「フルカウント」MVは10月12日に公開。 「Challengers」MVは8月17日に公開。 「フルカウント」はにじさんじ公式番組「木10ろふまお塾」season5のED曲。 |
| 10月18日       | Challengers                                      | ROF-MAO 1st full Album 『Overflow』     | ROF-MAO （加賀美ハヤト、剣持刀也、不破湊、甲斐田晴）                                                                                        | 2023年7月13日ROF-MAO公式SNSにて発表された。 先行配信楽曲有り。 「フルカウント」MVは10月12日に公開。 「Challengers」MVは8月17日に公開。 「フルカウント」はにじさんじ公式番組「木10ろふまお塾」season5のED曲。 |
| 10月18日       | Crazy Buddies!                                   | ROF-MAO 1st full Album 『Overflow』     | ROF-MAO （加賀美ハヤト、剣持刀也、不破湊、甲斐田晴）                                                                                        | 2023年7月13日ROF-MAO公式SNSにて発表された。 先行配信楽曲有り。 「フルカウント」MVは10月12日に公開。 「Challengers」MVは8月17日に公開。 「フルカウント」はにじさんじ公式番組「木10ろふまお塾」season5のED曲。 |
| 10月18日       | ウィーアーポップスター                           | ROF-MAO 1st full Album 『Overflow』     | ROF-MAO （加賀美ハヤト、剣持刀也、不破湊、甲斐田晴）                                                                                        | 2023年7月13日ROF-MAO公式SNSにて発表された。 先行配信楽曲有り。 「フルカウント」MVは10月12日に公開。 「Challengers」MVは8月17日に公開。 「フルカウント」はにじさんじ公式番組「木10ろふまお塾」season5のED曲。 |
| 10月18日       | Thank you, Promise!                              | ROF-MAO 1st full Album 『Overflow』     | ROF-MAO （加賀美ハヤト、剣持刀也、不破湊、甲斐田晴）                                                                                        | 2023年7月13日ROF-MAO公式SNSにて発表された。 先行配信楽曲有り。 「フルカウント」MVは10月12日に公開。 「Challengers」MVは8月17日に公開。 「フルカウント」はにじさんじ公式番組「木10ろふまお塾」season5のED曲。 |
| 10月18日       | のうぎょうのうた                                 | ROF-MAO 1st full Album 『Overflow』     | ROF-MAO （加賀美ハヤト、剣持刀也、不破湊、甲斐田晴）                                                                                        | 2023年7月13日ROF-MAO公式SNSにて発表された。 先行配信楽曲有り。 「フルカウント」MVは10月12日に公開。 「Challengers」MVは8月17日に公開。 「フルカウント」はにじさんじ公式番組「木10ろふまお塾」season5のED曲。 |

### 映像作品
| 発売日         | タイトル                                              | ジャンル |
| -------------- | ----------------------------------------------------- | -------- |
| 2020年10月28日 | にじさんじ JAPAN TOUR 2020 Shout in the Rainbow!      | BD       |
| 2021年10月25日 | にじさんじ Anniversary Festival 2021 -VACHSSステージ- | BD       |
| 2021年12月15日 | にじさんじ "LIGHT UP TONES"                           | BD       |

### 書籍
- PASH!2019年09月号 (PASH!,2019年8月9日発売) -ソロインタビュー
- PASH!2020年09月号 (PASH!,2020年8月6日発売) -ソロインタビュー
- VTuberスタイル Vol.2 (アプリスタイル、2021年10月29日発売) - ROF-MAOインタビュー
- PASH!2022年01月号 (PASH!,2021年12月9日発売) -MSSP×にじさんじ(加賀美、不破湊、イブラヒム)SP対談
- 週間ザテレビジョン4/22号(ザテレビジョン、2022年4月13日発売) - ROF-MAOインタビュー
- ビーズログ(B's-LOG)6月号(ビーズログ,2022年4月20日発売) -ROF-MAOインタビュー
- VTuberスタイル 11月号 (アプリスタイル、2022年10月28日発売) -ROF-MAOユニット結成1周年記念座談会
- 月刊コミックアライブ ３月号 (メディアファクトリー、2023年1月27日発売) -Lie:verse Liarsスペシャルインタビュー(加賀美、シェリン・バーガンディ)

## タイアップ・プロモーション

### 生配信

#### 2019年
- PCゲーム初心者必見！SMC組のゲーミングPC徹底実機配信レビュー【Powered by Lenovo】【PUBG】（11月13日）

#### 2020年
- 【デュエプレ】公式番組DUEL MASTERS PLAY’S（デュエル・マスターズ プレイス） - 第2回、第5回、第9回、第10回、第15回、第16回（3月25日、6月23日、12月7日、12月21日、9月18日 、10月16日）
- 【 #デュエプレ】にじさんじデュエプレコラボ 招待状争奪戦!【にじさんじ/加賀美ハヤト、葛葉、叶、エクス・アルビオ】（3月27日）
- 【コード：ドラゴンブラッド #ドラブラ 】なんでもできるスマホRPG【にじさんじ/加賀美ハヤト】（4月16日）
- 【 #MTGアリーナ 】#MTGM21 アーリーアクセスイベント！最新カードを使い倒したり社さんと戦ったり【にじさんじ/加賀美ハヤト視点/社築】（6月25日）
- 【デュエプレ】デュエプレ公式大会バトルアリーナ　DUEL MASTERS PLAY’S（デュエル・マスターズ プレイス） - 第1回、第2回、第3回、第4回、第5回（9月13日、11月21日、2021年2月13日、4月18日、8月21日）
- 【 #MTGアリーナ 】加賀美ハヤト、アーリーアクセスでゼンディカーに上陸 #MTGZendikar【にじさんじ/加賀美ハヤト】（9月17日）
- 【#デュエプレ】にじさんじコラボ記念杯!! 優勝者にはカード配布の権利⁉【加賀美ハヤト/葛葉/花畑チャイカ/社築】（9月24日）
- 【原神】実はにじさんじ内ほぼ最速でプレイしていた男(クローズドβテスト)【にじさんじ/加賀美ハヤト】（10月1日）
- 【楽天スーパーポイントスクリーン】代表取締役、初めてのポイ活【にじさんじ/加賀美ハヤト】（10月25日）
- 【MOLLY.ONLINE】オンラインクレーン初挑戦！自分を取ります！！【にじさんじ/加賀美ハヤト】（11月13日）
- 【コード：ドラゴンブラッド #ドラブラ 】エヴァコラボ解禁！誕生日が近いという理由だけで案件に抜擢された男【にじさんじ/加賀美ハヤト】（12月4日）

#### 2021年
- 【記念セール＆キャンペーン有】もう落ちない！？新感覚イヤーピースと高級イヤホンを同時レビュー！【にじさんじ/加賀美ハヤト】（1月18日）
- #9 【ゲスト 加賀美ハヤト】社長も歌う！”にじさんじ店のうた”をファー◯トテイク【#いい部屋にじさんじ】（2月23日）
- #10 【ゲスト 加賀美ハヤト】爆誕ボイスでかっ飛ばそう！爆誕ゴルフ開幕【#いい部屋にじさんじ】（3月2日）
- 【#MTGアリーナ】スマホアプリリリース記念！マジック：ザ・ギャザリング アリーナとは？【にじさんじ/加賀美ハヤト】（4月15日）
- 【デュエプレ】配信者王決定戦バトルロイヤル【公式生配信】（6月13日）
- 【白夜極光】新作ラインストラテジーRPG！？に挑戦します！【にじさんじ/加賀美ハヤト】（6月22日）
- 【#走れソニック】SEGA様の謎技術!! 「超」視聴者参加型ソニックで遊びます！【にじさんじ/加賀美ハヤト】（6月25日）
- 【#にじさんじポカチェ部】負け犬は誰だ？-Who is the Loser?-【#ポーカーチェイス】（9月14日）
- 【 #デュエプレ】にじさんじ×デュエプレコラボ記念杯 ２【にじさんじ/加賀美ハヤト】（10月1日）
- 【#にじさんじペア頂上対決】1+1は2じゃないですよ私たちは1+1で200です10倍だぞ10倍（10月25日）
- 【デュエプレ】GRAND MASTER決定戦 2021【DUEL MASTERS PLAY’S（デュエル・マスターズ プレイス）】（11月13日）

#### 2022年
- 【コラボ記念晩酌】ボルドーワイン、開栓します!【にじさんじ/加賀美ハヤト】(2月18日)
- 【JINS MEME】センサー付き”セルフケア”メガネ「JINS MEME」プレゼン対決！【にじさんじ/加賀美ハヤトのターン】(4月18日)
- 【デュエプレ】公式大会バトルアリーナ 7th【DUEL MASTERS PLAY’S（デュエル・マスターズ プレイス）】(4月23日)
- 【デュエプレ】加賀美ハヤトも配信者王へ参戦！？一緒に出場選手をおさらいしよう！！【はんじょうの挑戦状#5】(5月29日)
- 【#SMC組ahamo】挑戦状！？SMC組で大盛り勝負！！【にじさんじ/加賀美ハヤト/葉加瀬冬雪/夜見れな/花畑チャイカ】(6月16日)
- 【デュエプレ】配信者王決定戦バトルロイヤル2022 ～戦慄のタッグマッチ～【公式生配信】(6月19日)
- 【LAWSON】SMC組が選ぶナチュラルローソン健康菓子トップ3発表会！【オフコラボ】(7月15日)
- 【#ゲーム愛配信祭】「遊戯王マスターデュエル」で史上最大の決闘を!! 【にじさんじ/加賀美ハヤト】(7月31日)

### その他
- ファミリーマート限定オリジナルマルチケースプレゼントキャンペーン[25]（2020年7月21日 - ）

- にじさんじCAFE in SweetsParadise[26] - SMC組（葉加瀬冬雪、夜見れな、加賀美ハヤト）としてコラボ（2021年3月5日 - 4月25日）
- にじさんじばかうけごま揚[27] - SMC組としてコラボ（2021年5月発売）
- にじさんじ（ROF-MAO)×アニメイトカフェ出張版[28]（2021年10月23日 - 12月19日）
- いろはにワイン × 加賀美ハヤト フランス産ボルドーワインセット（オリジナルグラス付き）[29]（2022年2月7日 - ）